# Estación de Sint-Mariaburg
La estación de Sint-Mariaburg es una estación de tren belga situada en Amberes, en la provincia de Amberes, región Flamenca.
Pertenece a la línea  de S-Trein Antwerpen.

## Situación ferroviaria
La estación se encuentra en la línea línea 12 (Amberes-Essen-frontera).

## Intermodalidad
Actualmente, no hay conexiones con otros medios de transporte.